# 赫吉斯維爾

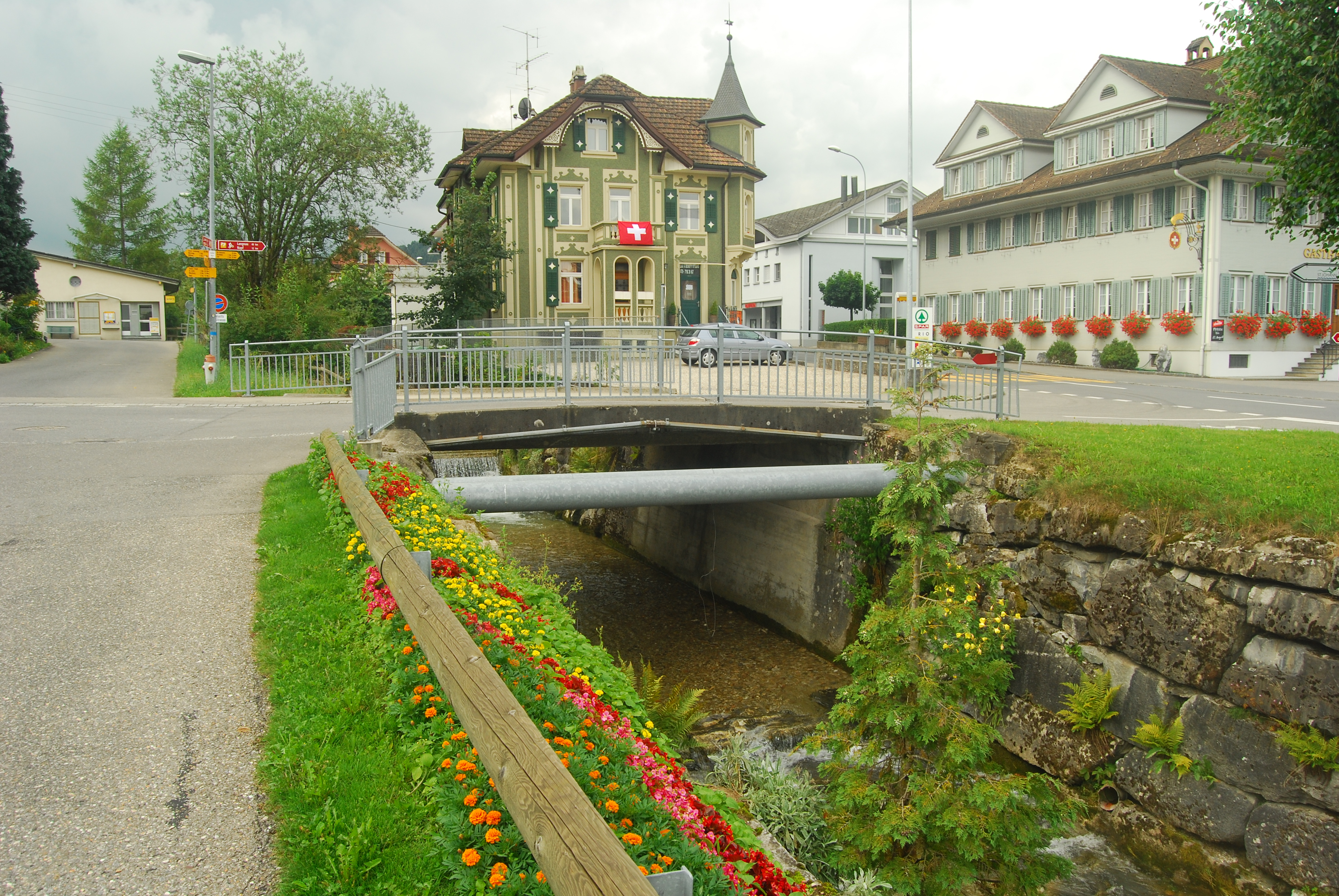

赫吉斯維爾是瑞士的城鎮，位於該國中部，由琉森州負責管轄，面積31.31平方公里，六成土地是農業用地，海拔高度650米，2011年人口1,804，人口密度每平方公里58人。